# 707 Steina
Steina (asteróide 707) é um asteróide da cintura principal, a 1,9442404 UA. Possui uma excentricidade de 0,1082096 e um período orbital de 1 175,75 dias (3,22 anos).
Steina tem uma velocidade orbital média de 20,17200858 km/s e uma inclinação de 4,27358º.
Esse asteróide foi descoberto em 22 de Dezembro de 1910 por Max Wolf.